# 衛長君
衛長君（?—?），西汉人物，河东郡平阳县（今山西省临汾市西南）人，卫子夫的长兄。
衛長君是母亲卫媪所生长子，是平阳侯曹参家族的家奴。他有三个妹妹：衛君孺、衛少兒、衛子夫。母亲和鄭季私通，生下儿子卫青。衛長君、卫子夫的父亲不详，《史记》《汉书》称他们与卫青都冒姓卫氏。后来衛子夫被汉武帝宠爱，衛子夫的同母异父弟卫青官至大将军。衛君孺成为太仆公孙贺之妻，衛少兒为霍去病之母。但没有提卫子夫的亲兄衛長君发迹之事，或为早亡。